# 海洋站
海洋站（葡萄牙語：Estação do Oceano）是澳門輕軌氹仔線的中途站，位於氹仔東亞運大馬路，毗鄰海洋花園。本站為地面車站，2016年初平頂。受輕軌車廠工程嚴重延誤影響，此站延至2019年12月10日投入服務。2023年底媽閣站通車前本站爲氹仔線的其中一個終點站。

## 車站結構

### 車站樓層
| 地上一層          | 大堂   | 客務中心、自動售票機、洗手間                                                                                                |   |  |
| 地上一層          | 出入口 | 聯外天橋 |   |  |
| 地面              | 月台   | \| \| \| 氹仔線往氹仔碼頭（馬會） \| 1 \| \| \| 島式 · 開右邊车门 \| \| \| \| \| \| \| 2 \| 氹仔線往媽閣（終點站） \| \| \| |   |  |
|                   |        | 氹仔線往氹仔碼頭（馬會） | 1 |  |
| 島式 · 開右邊车门 |        | |   |  |
|                   | 2      | 氹仔線往媽閣（終點站） |   |  |

### 出入口
| 編號              | 指示方向 | 圖片 | 附近目的地                                                        |
| ----------------- | -------- | ---- | ----------------------------------------------------------------- |
| A                 | 海洋花園 |      | - 運動醫學中心 - 海洋花園衛生中心 - 澳門童軍總會總部 - 紀念碑花園 |
| B                 | 休憩區   |      | - 氹仔海濱單車徑及休憩區                                          |
| 註： 設有 \| 設有 |          |      |                                                                   |

## 車站特色
- 本站為氹仔線唯一使用島式月台的車站，也是唯一月台設於地面的車站。
- 本站也是氹仔線一期，其中一個車站大堂高於月台的車站（另一個為機場站）。
- 本站分為兩個付費區，分別為北邊的出站區與南邊的進站區，中間為非付費區。
- 由於本站僅設有一部升降機及一條扶手電梯，連接月台與出站區。從進站區入閘後，僅能經樓梯前往月台。
- 氹仔線未延伸至媽閣站時，列車從馬會站駛到本站後，職員會提示乘客離開車廂。確認車廂沒有乘客滯留後，列車會駛前到西灣大橋方向的調頭區，調頭駛入另一側月台。2023年12月8日起，媽閣線正式啟用，列車直接往返駛經西灣大橋至媽閣站，本站成為了中途站。

## 利用狀況
- 在氹仔線延伸至媽閣站前，本站為氹仔線的終點站，雖然在開通初期吸引不少人排隊乘坐，在正式收費後初期因受到COVID-19疫情影響導致客量大減。[3][4]

- 本站附近舉行煙花活動時，班次將會加密，以疏導活動結束後的人潮。[5]在2024年踏入元旦凌晨，本站出現大量人流在客戶服務中心排隊輪候購買單程票，更一度傳出單程票供不應求的情況。[6]輕軌公司表示缺乏單程票的情況並非屬實。[7]

## 車站周邊
半徑500米，由近至遠：

### 鄰近公共設施及商業建築
- 氹仔海濱休憩區
- 氹仔海洋衛生中心
- 婦聯小海豚托兒所
- 澳門童軍總會
- 運動醫學中心
- 碼頭花園及紀念碑花園
- 海洋花園郵政分局
- 海洋大馬路休憩區

### 鄰近住宅
- 利萊德海濱花園大廈
- 海洋花園

## 接駁交通

### 巴士
T337 氹仔海濱花園（Edifício Jardim Beira-Mar）
路線：15、26、34、35、36、52、MT2、MT4、N5
T338 海洋花園衛生中心（Centro de Saúde dos Jardins do Oceano）
路線：11、15、26、34、36、MT2、MT4、N5

## 歷史

### 興建
本站原稱西灣大橋站（葡萄牙語：Estação Ponte de Sai Van）。
2011年9月14日，「輕軌一期氹仔市中心段建造工程」進行）公開招標競投。承建項目為輕軌一期氹仔市中心段的建造工程，即西灣大橋氹仔出入口至氹仔排角之間一段輕軌高架行車天橋，同時包括興建本站。
2012年2月21日，輕軌第一期氹仔市中心段動工，全段長近兩公里，設四車站，是首段開工的輕軌線。工程造價為四億八千九百萬元，工期至2015年5月。
2016年5月16日，本站展開行人天橋結構吊裝施工。

### 測試及啟用
2017年11月7日，首批“濱海巡航”輕軌列車車廂運抵澳門，並由路環九澳深水碼頭運送至本站，及後將進行一系列檢測，包括檢驗一般規格及設備功能性的靜態測試，例如車門開關、車內照明、警報系統等。通過靜態測試後，稍後亦會陸續安排列車於軌道上進行動態測試，以確保列車及各項相關設備的性能達標。
2019年3月15日，因應氹仔線的建設已基本完成，並正推進系統相關測試工作。經運輸基建辦公室聯同項目顧問評估，本站與排角站行人天橋率先開放予公眾使用。
2019年12月10日，氹仔線正式通車，本站亦同步投入服務。

### 媽閣站啟用
2023年初，位於西灣大橋下層通道的輕軌行車系統完成安裝，開展測試列車運行工作，並分為三個階段進行。
2023年8月11日，氹仔線延伸至媽閣站的列車測試工作進入最後階段，部分列車直接駛入西灣大橋輕軌專用軌道往返媽閣站。
2023年12月8日，媽閣線正式通車，原屬於氹仔線的北端終點站的海洋站成為了氹仔線的中途站，而原本只作為落客用途的2號月台也成為前往媽閣站方向的月台。

## 工程相片

### 站體

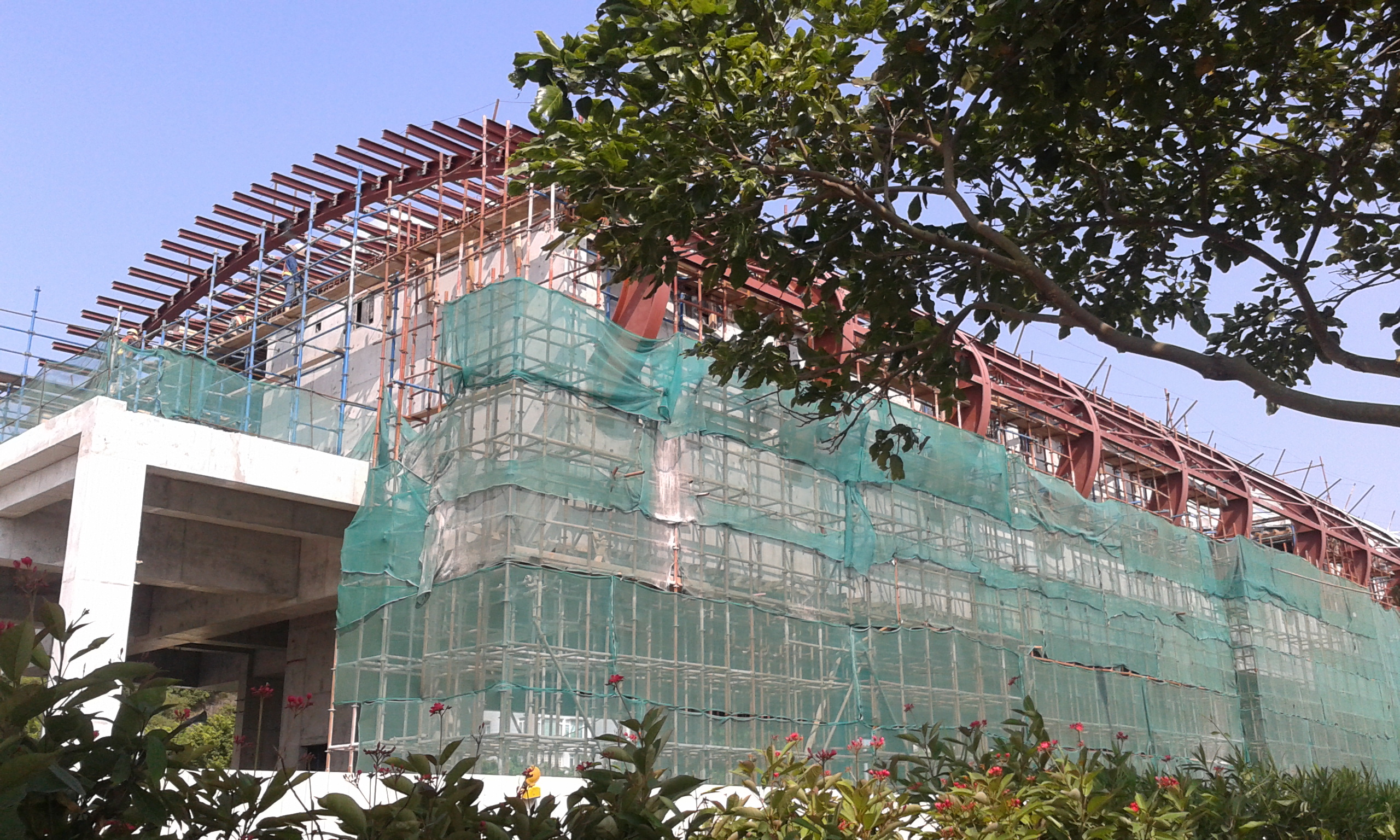
2015年7月
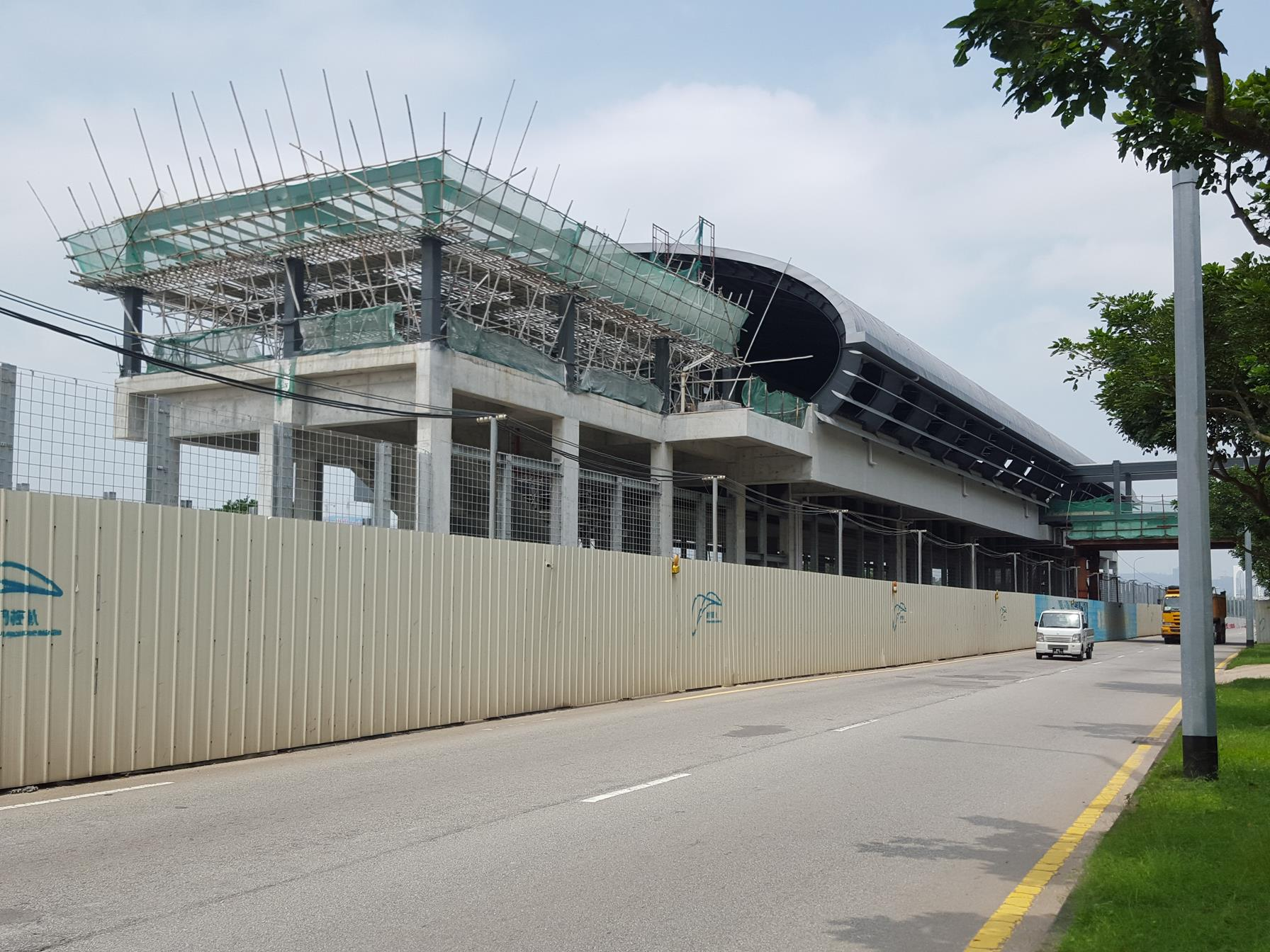
2016年8月
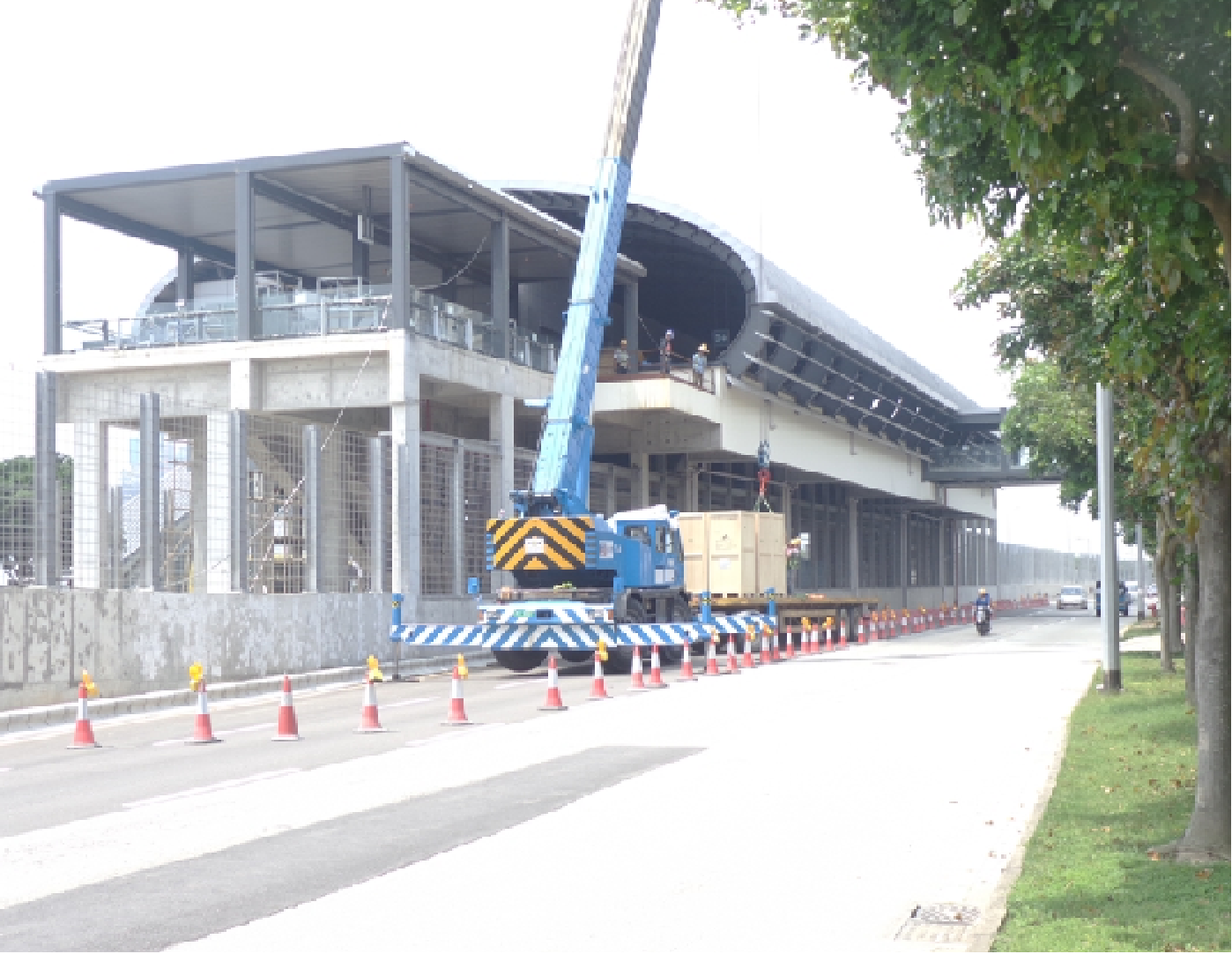
2017年3月

### 車站出入口

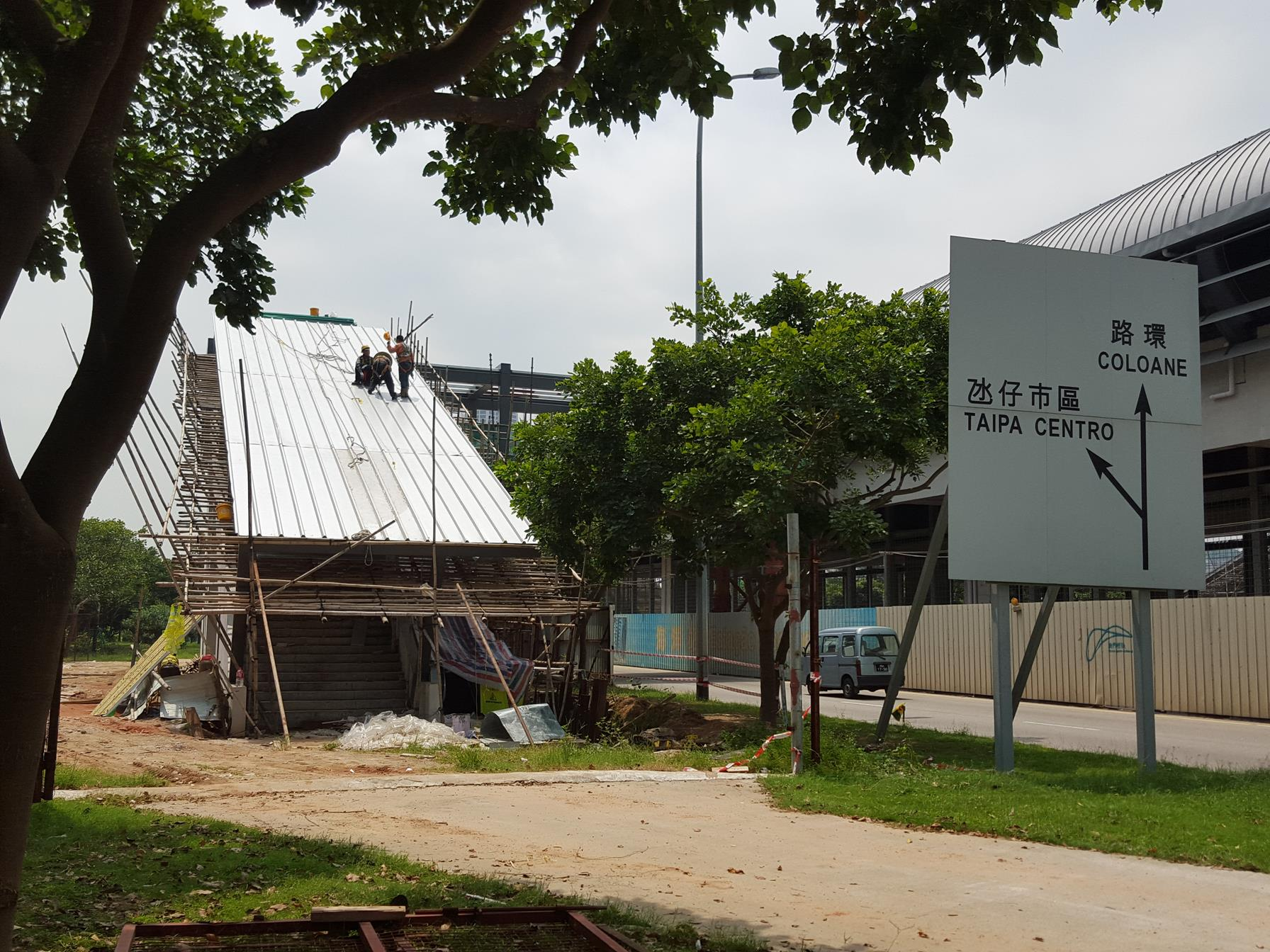
2016年8月

### 車站內部

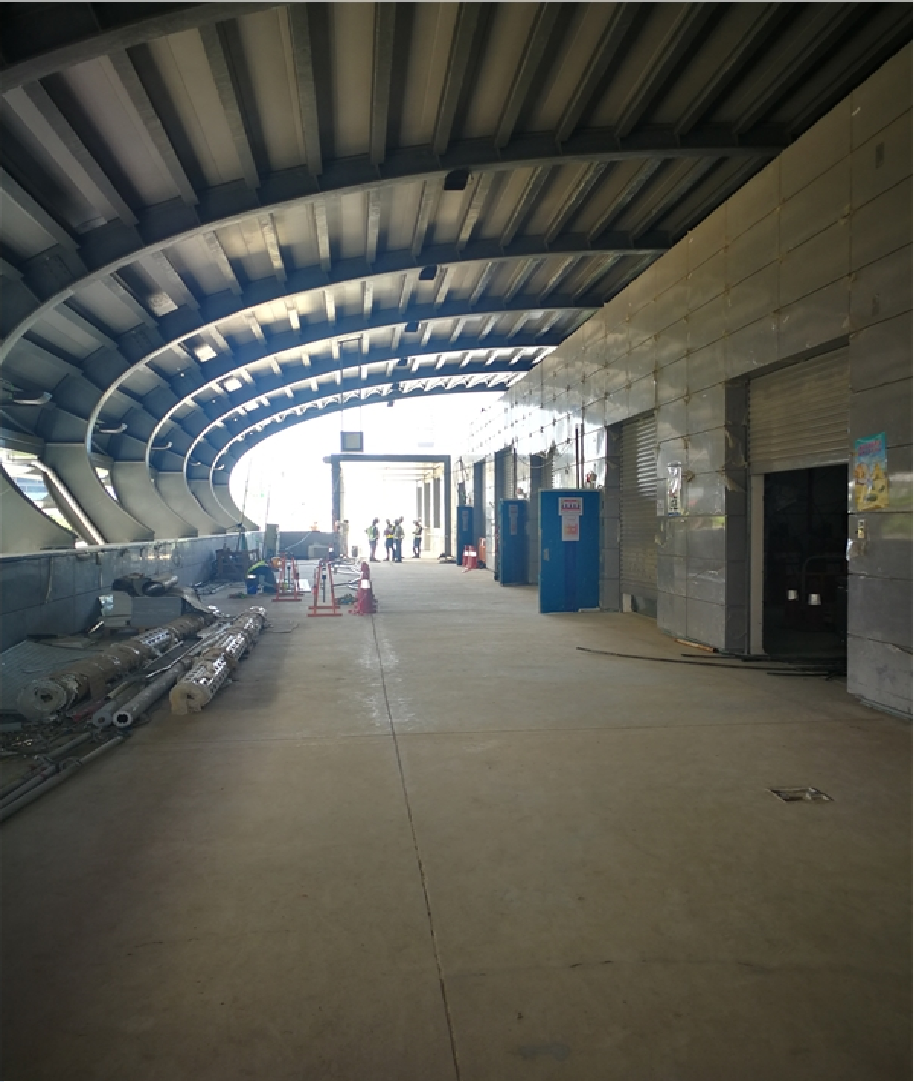
2017年7月
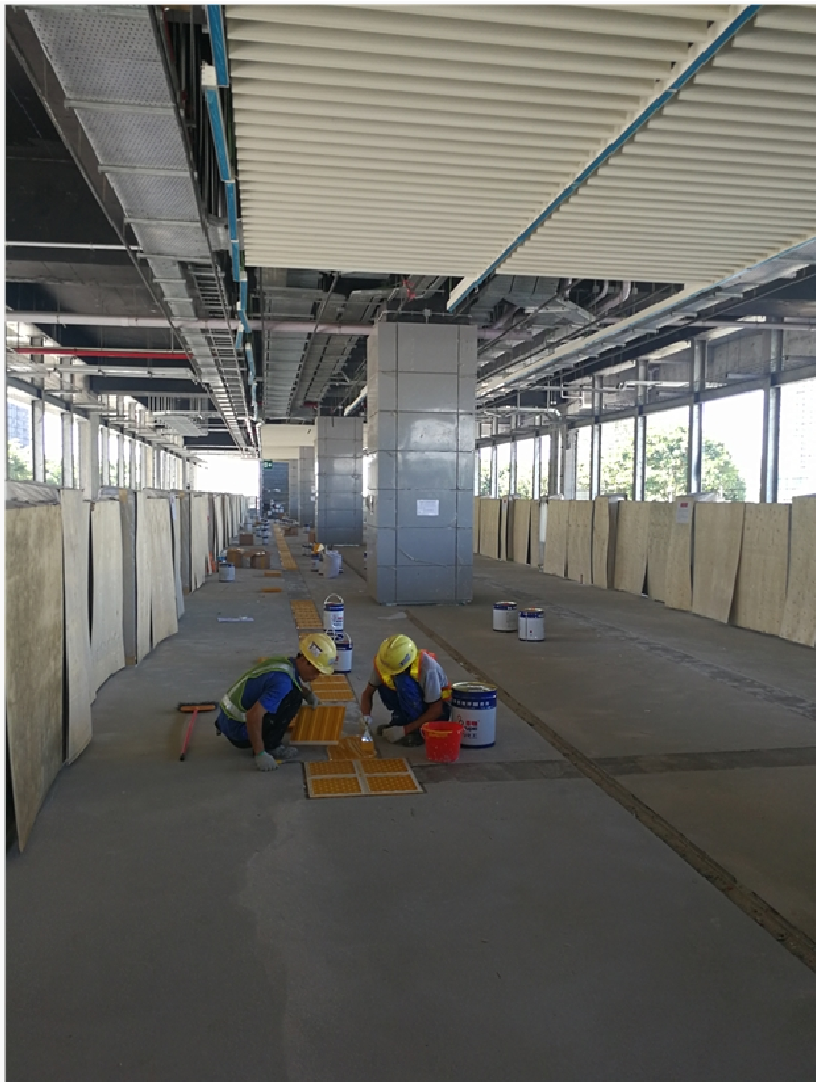
2017年7月

## 圖片集

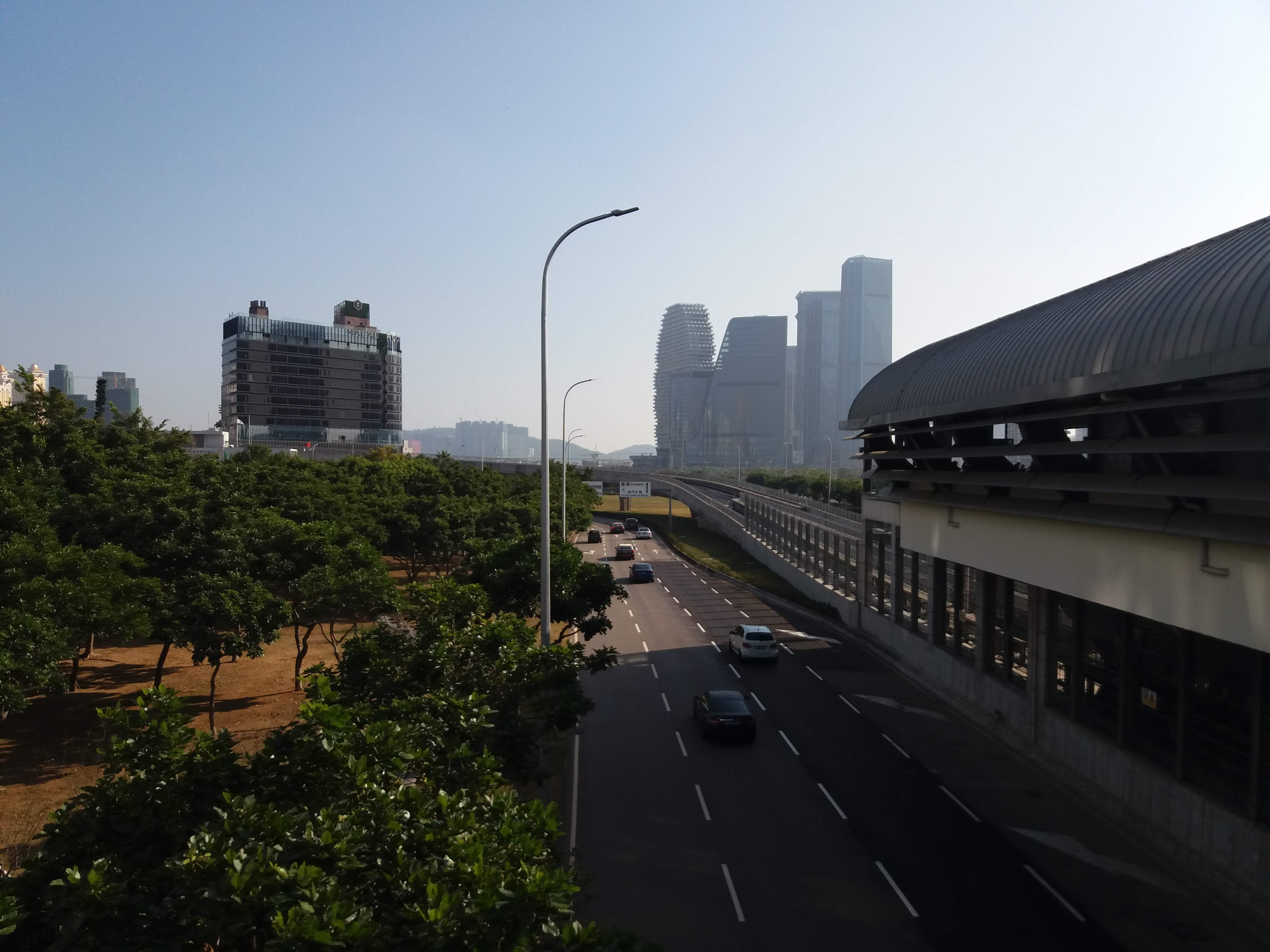
海洋站往馬會站的高架路軌
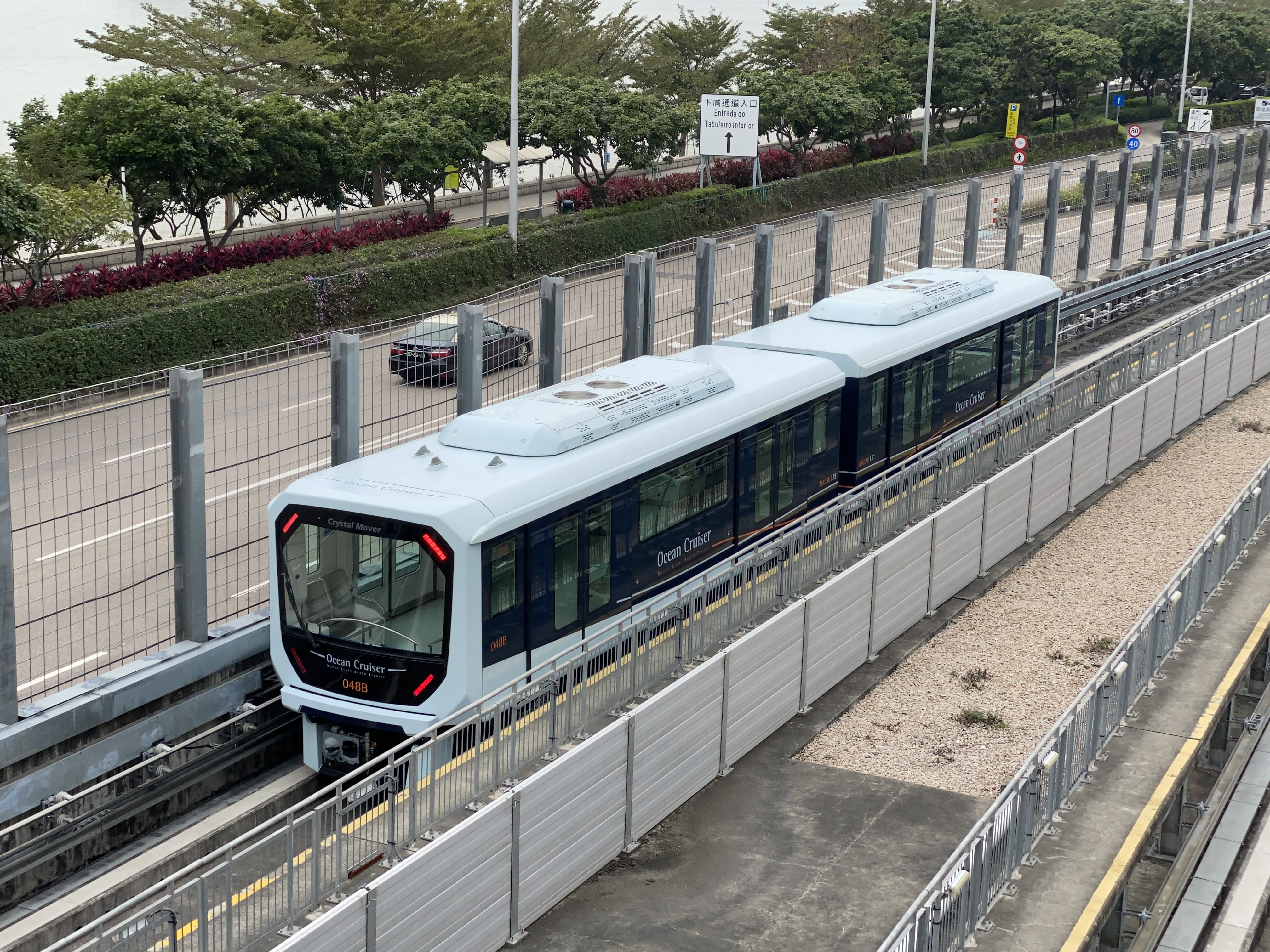
媽閣站啓用前，列車在海洋站落客後，會前往掉頭路軌掉頭再接載乘客
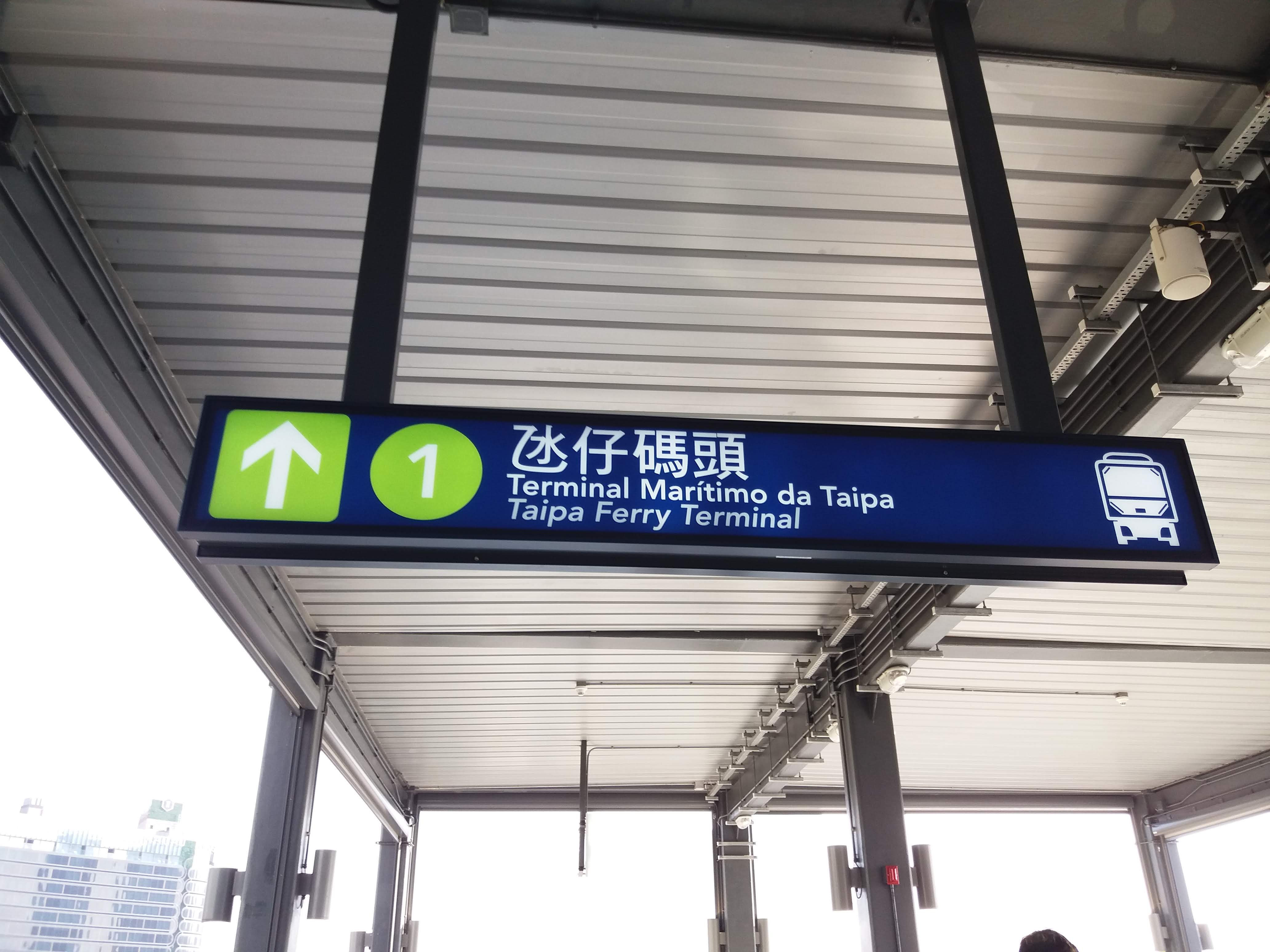
媽閣站啓用前，往月台的指示牌。現時該處只顯示箭頭及輕軌標誌

## 外部連結
- 澳門輕軌股份有限公司官方網站 （页面存档备份，存于）